# Лі Цзунжень
Лі Цзунжень (спрощ.: 李宗仁; піньїнь: Lǐ Zōngrén; 13 серпня 1890 — 30 січня 1969) — китайський військовик, державний і політичний діяч, виконував обов'язки президента Республіки Китай у перехідний період від початку 1949 до початку 1950 року.

## Життєпис
Народився в селі Сісян, у провінції Гуансі. Від 1908 до 1911 року навчався в Початковому училищі сухопутних військ. Під час навчання 1910 року вступив до лав організації Тунменхой. Після закінчення навчання отримав посаду командира взводу у військах Лу Жунтіна. За свої заслуги в локальних бойових сутичках 1918 року став командиром батальйону.
1923 року вступив до Гоміндану. Навесні 1924 року Лі Цзунжень, Бай Чунсі та Хуан Шаосюн, об'єднавши свої війська в «Армію вмиротворення Гуансі», сформували «Нову гуансійську кліку», та, розбивши Лу Жунтіна й інших представників «Старої гуансійської кліки», взяли провінцію Гуансі під свій контроль.
В березні 1926 року Лі Цзунжень став командувачем 7-ї армії НРА та взяв участь у Північному поході. В вересні того ж року його війська вторглись до Цзянсі й у трьох кривавих битвах розбили основні сили Сунь Чуаньфана. У квітні 1927 року Лі Цзунжень брав участь в організованих Чан Кайші антикомуністичних акціях. Під час розколу в Гоміньдані підтримав нанкінський уряд Чан Кайші, та, зрештою, захопив Ухань, в результаті чого сили Гоміньдану знову опинились під єдиним керівництвом.
У квітні 1928 року отримав пост командувача 4-ї армійської групи, що складалась з військ Нової гуансійської кліки й колишніх військ Тан Шенчжі; до неї увійшли 16 армій і 6 окремих дивізій. Відновивши Північний похід, 4-та армійська група захопила Пекін, Тяньцзінь і Шаньхайгуань, в результаті чого Китай об'єднався під владою Нанкінського уряду.
Після завершення Північного походу й об'єднання країни Чан Кайші намагався обмежити свободи місцевих мілітаристів, що призвело до нових бойових дій. Зокрема, в березні 1929 року, після війни між центральним урядом і Новою гуансійською клікою, розбитий Бай Чунсі був змушений тікати до В'єтнаму, втім уже в листопаді того ж року Бай Чунсі, Лі Цзунжень, Хуан Шаосюн і Чжан Факуй, об'єднавши зусилля, зайняли Гуансі й атакували провінцію Гуандун. 1930 року Бай Чунсі та Лі Цзунжень, підтримавши Фен Юсяна та Янь Сішаня, виступили проти Чан Кайші під час Війни центральних рівнин.
У вересні 1931 року, після «інциденту 9-18», здорові сили китайського суспільства почали шукати шляхи до об'єднання, й Нова гуансійська кліка вирішила піти на примирення з Центральним урядом. У квітні 1932 року Лі Цзунжень отримав пост «Головного умиротворителя Гуансі», Бай Чунсі став його заступником, і разом з генерал-губернатором Гуансі Хуан Сюйчу вони створили тріумвірат, що правив провінцією.
У травні 1936 року Бай Чунсі, Лі Цзунжень і губернатор провінції Гуандун Чень Цзітан створили «Армію боротьби з Японією заради порятунку держави», маючи на увазі насправді боротьбу проти Чан Кайші, втім через те, що останній перевів армію провінції Гуандун в інше місце, виступ було відкладено.
Під час японсько-китайської війни Лі Цзунжень командував військами під час низки значних битв; зокрема, саме під його командуванням китайські війська впіймали в пастку японську армію під час битви при Сюйчжоу 1938 року.
25 квітня 1948 року Національна асамблея Китайської Республіки обрала Лі Цзунженя віце-президентом. Коли 21 січня 1949 року, після поразок у ході громадянської війни, Чан Кайші подав у відставку, Лі Цзунжень став виконуючим обов'язки президента Республіки Китай.
Коли в квітні 1949 року Народно-визвольна армія Китаю захопила Нанкін, Лі Цзунжень перевів уряд до Гуанчжоу. Він мав намір завдати контрудару з Гуандуну, подібний до Північного походу Гоміньдану 1926 року, втім Чан Кайші планував зробити базою внутрішні райони Китаю, як під час японсько-китайської війни. Тому в листопаді 1949 року, після падіння Гуанчжоу, Чан Кайші перевів уряд до Чунціна, а Лі Цзунжень склав із себе повноваження та вилетів до Нью-Йорка на лікування.
У грудні 1949 року після падіння Чунціна Чан Кайші перемістив резиденцію уряду до Тайбея, однак не відновлював формально свого президентства до 1 березня 1950 року. В січні 1952 року Чан Кайші наказав Виконачому Юаню розпочати справу про імпічмент Лі Цзунженя в зв'язку з неможливістю останнім виконувати свої обов'язки, й у березні 1954 року Національна асамблея усунула його від посади віце-президента. За допомогою Чжоу Еньлая 20 липня 1965 року Лі Цзунжень прибув до Пекіна й доживав свої дні в КНР.

## Родина
У 20-річному віці Лі Цзунжень одружився з Лі Сювень, вона народила сина Лі Юлінь, після чого вони розлучились. 1924 року він одружився з Го Децзе, яка померла від раку невдовзі після повернення Лі Цзунженя до Пекіна. Від того шлюбу народився син Лі Чжішен. У березні 1966 року Лі одружився з Ху Юсун, на 48 років молодшою за нього. Після смерті Лі Цзунженя Ху Юсун змінила ім'я на Ван Сі та знову вступила в шлюб.